# Spaarbankbos
Het Spaarbankbos is een bos in het zuiden van Drenthe, gelegen tussen de plaatsen Hoogeveen en Pesse. Het bos is ruim 80 hectare groot en wordt beheerd door Het Drentse Landschap.

## Naam en geschiedenis
De naam van het bos is afgeleid van het feit dat een bank het gebied in eigendom had vanaf 1902, en er een wandelbos voor de Hoogeveeners realiseerde. In 1974 werd de gemeente Hoogeveen eigenaar en in 2013 werd het bos overgedragen aan Het Drentse Landschap.

## Oorlogsmonumenten

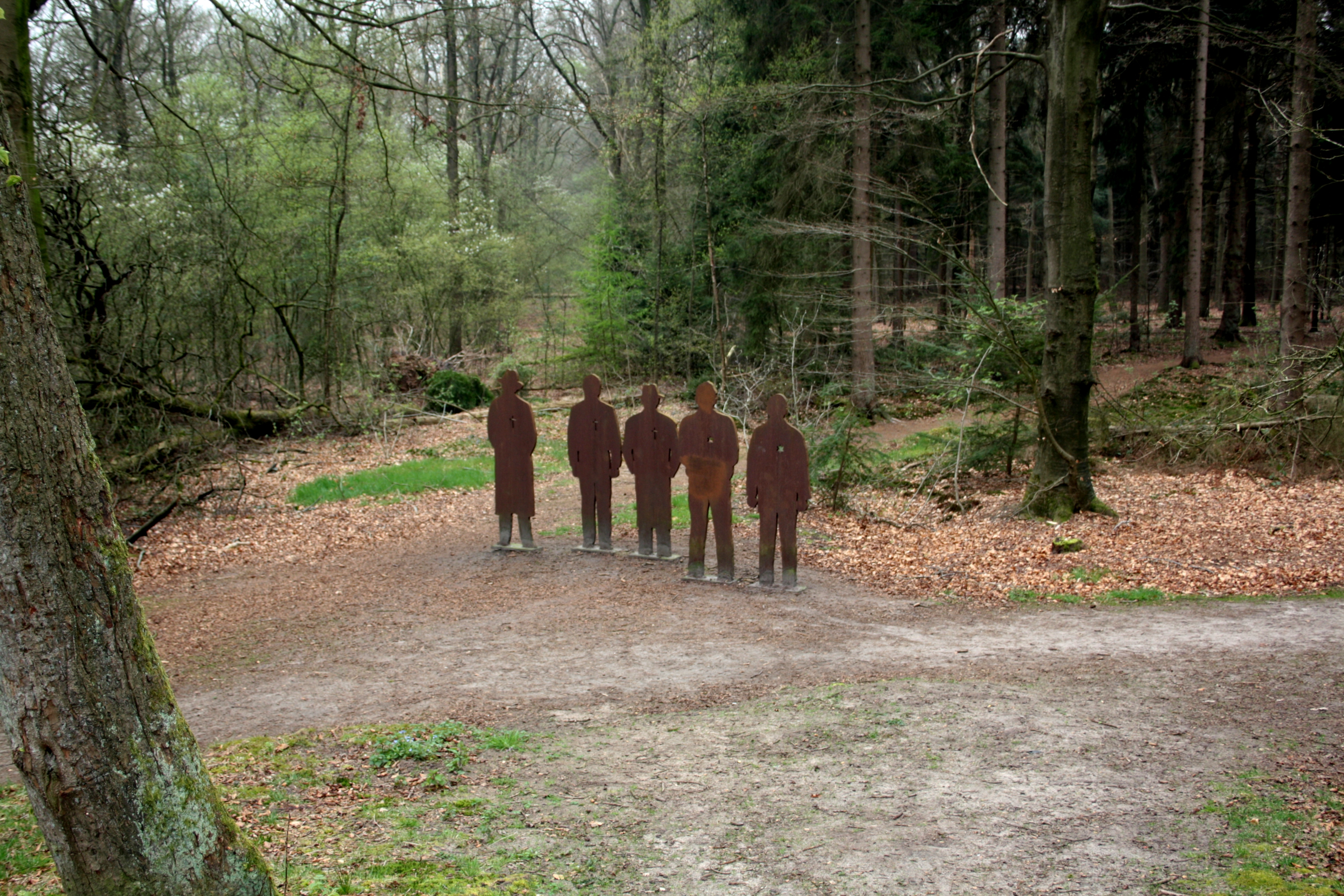
Oorlogsmonument in het Spaarbankbos.

In de Tweede Wereldoorlog zijn in het bos door de Duitse bezetters vijf mensen geëxecuteerd, vlak voor de bevrijding. Ter nagedachtenis aan hen zijn er een kunstwerk, een gedenkplaat en enkele honderden meters verderop een gedenksteen geplaatst.

## Overig
In het bos bevinden zich onder andere een kerk, een bungalowdorp, een hotel, een restaurant, tennisbanen, een hertenkamp, een ven en een blokhut van de plaatselijke scoutinggroep (een initiatief van wijlen journalist Lammert Huizing).